# Condado de Walthall
El condado de Walthall (en inglés: Walthall County), fundado en 1910, es un condado del estado estadounidense de Misisipi. En el año 2000 tenía una población de 15.156 habitantes. La sede del condado es Tylertown.

## Geografía
Según la Oficina del Censo, el condado tiene un área total de 1046 km² (403,9 mi²).

## Demografía
En el 2000 la renta per cápita promedia del condado era de $ 22,945, y el ingreso promedio para una familia era de $29,169. El ingreso per cápita para el condado era de $12,563. En 2000 los hombres tenían un ingreso per cápita de $26,745 frente a $16,909 para las mujeres. Alrededor del 27.80% de la población estaba bajo el umbral de pobreza nacional.

## Condados adyacentes
- Condado de Lawrence (norte)
- Condado de Marion (este)
- Parroquia de Washington, Luisiana (sur)
- Condado de Pike (oeste)
- Condado de Lincoln (noroeste)

## Localidades
Pueblos
- Tylertown

Áreas no incorporadas
- Darbun
- Mesa
- Sartinville
- Salem
- Dexter

## Principales carreteras
- U.S. Highway 98
- Carretera 27
- Carretera 44
- Carretera 48